# Pedro Cárdenas
Pedro Cárdenas Núñez (Santiago, 29 de junio de 1891-ibidém, 19 de mayo de 1952) fue un político chileno del Partido Democrático. Hijo de Florinda Núñez y José Santos Cárdenas. Contrajo matrimonio con Raquel Oyaneder. Se desempeñó en la industria gráfica y en la oficina de Correo de Santiago. Secretario del tercer Juzgado del Trabajo y jefe de la sección de Seguros Sociales.

## Actividades políticas
Militante del Partido Democrático.
Elegido diputado por el 1.er. Distrito Metropolitano: Santiago (1933-1937), participando de la comisión permanente de Gobierno Interior y Reglamento. Reelegido por el mismo distrito (1937-1941), integró en este período la comisión de Constitución, Legislación y Justicia.
Nuevamente electo diputado por Santiago (1941-1945), siendo parte de la comisión de Hacienda. Un cuarto período legislativo lo obtuvo (1945-1949), pasando a ser miembro de la comisión de Economía y Comercio.
Su último período parlamentario, representando a Santiago (1949-1953), integrando la comisión de Hacienda. Sin embargo, falleció en 1952, al restar menos de un año para el inicio del nuevo período legislativo, no correspondió por norma la elección complementaria, quedando la vacante sin ocupar.

## Actividades sociales
Fue presidente de la Unión Social Mutualista y socio cooperador de las Sociedades La Aurora, Choferes Manuel Montt y Unión de Tipógrafos. Director del Club Social “Zenón Torrealba” de Santiago del cual llegó a ser presidente.